# Hammerdal
Hammerdal is een klein dorp in Zweden in het landschap Jämtland en de provincie Jämtlands län, gemeente Strömsund. De plaats heeft 996 inwoners (2005) en een oppervlakte van 210 hectare.
Het ligt aan de vroegere Zweedse Rijksweg 45, thans Europese weg 45; die hier via een brug de rivier Ammarån kruist. De Ammarån stroomt even ten zuiden van deze brug het Hammerdalsjön (meer) in. Hammerdal kent een lintbebouwing langs de snelweg en het meer.

## Verkeer en vervoer
Bij de plaats lopen de Europese weg 45 en Länsväg 344.
Hammerdal is 's zomers ook te bereiken met de toeristische spoorlijn Inlandsbanan, doch men moet dan uitstappen bij de halte Sikås, een nederzetting 8 kilometer ten westen van Hammerdal.

## Voetnoten
1. ↑  (sv)  Tätort (17-02-2006). Zweeds Bureau voor Statistiek. Tätorter 2005. Bezocht op 13 april 2009.